# Pasterizacija
Pasterizacija je postopek toplotne obdelave živila, s katerim zmanjšamo število mikroorganizmov, ki bi lahko povzročili bolezen, kvarjenje ali celo nezaželeno fermentacijo živila. Hkrati tudi inaktiviramo encime v živilu in mu s tem podaljšamo kakovost in obstojnost. Imenuje se po Louisu Pasteurju, ki je prvi uporabil toploto za kontrolo kvarjenja vina. Pasterizacija ni sinonim za sterilizacijo, saj niso uničeni vsi mikroorganizmi. Prvotno so pasterizacijo uporabljali za uničevanje patogenih bakterij v mleku, kot so povzročitelji tuberkuloze, bruceloze, mrzlice Q in tifusne vročice. 
Vrste pasterizacij:
| Vrsta pasterizacije      | Kratica | Mednarodni naziv                 | Temperatura | Čas          |
| ------------------------ | ------- | -------------------------------- | ----------- | ------------ |
| nizka ali dolgotrajna    | LTLT    | low temperature long time        | 62–65 °C    | 30 minut     |
| srednja ali kratkotrajna | HTST    | high temperature short time      | 72–76 °C    | 15–45 sekund |
| visoka ali trenutna      | VHTST   | very high temperature short time | 85 °C       | 5–15 sekund  |

Pasterizacija se izvaja v cevastih, kotlastih ali ploščnih izmenjevalcih toplote ali pasterizatorjih.